# Alan Thicke
Alan Willis Thicke (nacido Alan Willis Jeffrey; Kirkland Lake, 1 de marzo de 1947-Burbank, 13 de diciembre de 2016) fue un actor, productor, guionista y compositor canadiense.
Se hizo conocido principalmente por personificar a Jason Seaver en la serie de televisión Growing Pains desde 1985 hasta 1992. Entre sus hijos se cuentan el actor Brennan Thicke y el cantante Robin Thicke. En 2013 Thicke entró en el paseo de la fama de Canadá.

## Carrera artística

### Programas de concursos
Thicke organizó un concurso en la CFCF-TV en Montreal llamado First Impressions (Primeras Impresiones) en la década de 1970 y el show de prime time Animal Crack-Ups a finales de los años 80. En 1997, organizó una versión televisiva del tablero de juego Pictionary. A principios de los 2000, organizó Three's a Crowd en el Game Show Network.
En enero de 2018, se estrenó la película The Clapper, con Ed Helms y Amanda Seyfried. Ahí Thicke aparece como un animador de informerciales.
La cinta se estrenó de manera póstuma y fue dedicada al actor que había fallecido recientemente.

### Programas de entrevistas
Norman Lear contrató Thicke para producir y dirigir el equipo de guionistas de Fernwood 2-Night, un programa basado en personajes de un anterior show de Lear, Mary Hartman, Mary Hartman.
A finales de 1970, era un anfitrión invitado frecuente de The Alan Hamel Show, muy popular programa de entrevistas en la televisión canadiense, por lo general organizada por Alan Hamel.
Thicke pasó a albergar su propio talk show en Canadá durante la década de 1980, llamado The Alan Thicke Show. El espectáculo en un momento generó un spin-off prime time, Prime Cuts, que consistía en destacados editados desde el programa de entrevistas. Basado en el éxito de su programa, Thicke fue contratado para hacer un talk show nocturno llamado Thicke of the Night.

### Compositor de televisión
Thicke tuvo una exitosa carrera como compositor de canciones para televisión, a menudo colaborando con su entonces esposa Gloria Loring en estos proyectos, que incluía los temas a las comedias populares Diff'rent Strokes (por la que también puso la voz) y The Facts of Life.

### Apariciones en televisión y cine
Thicke había copresentado el Walt Disney World, muy alegre desfile de Navidad (ahora Disney Parks Christmas Day Parade) con Joan Lunden de 1983 a 1990, cuando fue sucedido por Regis Philbin. El 24 de mayo de 1988, Thicke animó el concurso Miss Universo 1988 (en reemplazo de Bob Barker, animador del certamen de belleza entre 1967 y 1987 en CBS), junto con Tracy Scoggins en el Estadio Lin Kou de Taipéi (Taiwán).
De 1985 a 1992, protagonizó el papel de Jason Seaver en la serie de televisión Growing Pains, dándole un éxito masivo.
Aparte de Growing Pains, Thicke también apareció en la serie de televisión estadounidense Hope and Gloria, que duró 35 episodios. Desempeñó un papel principal en Not Quite Human, trilogía de películas hechas para la televisión. En abril de 2006, fue anfitrión de Celebrity Cooking Showdown en la cadena NBC, en el que las celebridades se unieron con chefs famosos en un concurso de cocina. En agosto de 2006 y 2007, Thicke hizo algunas apariciones como presentador en The Bold and the Beautiful. Thicke también tuvo un cameo en la película de 2007 Alpha Dog como el padre de la novia del personaje principal.
En 2008, Thicke apareció en un papel secundario importante como Jim Jarlewski, en la adaptación de la serie de televisión jPod de Douglas Coupland. Ese mismo año, tuvo un cameo en How I Met Your Mother episodio "Sandcastles in the Sand", apareciendo en el video musical de Robin Scherbatsky.
También hizo una aparición en la serie como el mismo en el capítulo "The Rough Patch", apareció en una página web hecha específicamente para el programa, canadiansexacts.org, aparece en el episodio "Old King Clancy".
En febrero de 2009, Thicke hizo una aparición especial en la serie de Adult Swim, Tim and Eric Awesome Show, Great Job!. En el mismo mes, hizo una aparición en la serie web Star-ving. También tuvo un papel en la película de 2009, The Goods: Live Hard, Sell Hard. El 10 de julio de 2009, Thicke apareció en el episodio número 1000 de Attack of the Show!, y cantó una canción con Kevin Pereira y Olivia Munn, al final besó a Munn.
Thicke apareció en el final de la sexta temporada de Just Shoot Me!, titulado "The Boys in the Band". Hizo una aparición como invitado en algunos episodios de Canada's Worst Handyman 5. En 2010, Thicke apareció en el programa de televisión, Tosh.0. En octubre del mismo año, apareció como un concursante de Don't Forget the Lyrics!, donde jugó para ayudar a ProCon.org y el Centro de Alan Thicke para la investigación de la diabetes mellitus.
En marzo de 2013, participó en el reality Wife Swap de la cadena ABC. Cambió esposas con el comediante Gilbert Gottfried.

## Vida personal
Alan Thicke nació en Kirkland Lake, Ontario, hijo de Joan, y William Jeffrey. Su madre más tarde se casó con Brian Thicke, un médico. Se graduó de la escuela secundaria Elliot Lake. Asistió a la Universidad de Western Ontario, donde trabajó como DJ. Era miembro de los Delta Upsilon Fraternidad internacional. Alan fue un ávido fanático y jugador de hockey.
Thicke estuvo casado en tres ocasiones: su primer matrimonio, con la actriz Gloria Loring de Days of Our Lives, duró desde 1970 hasta 1984, y tuvo dos hijos, Brennan y Robin Thicke. Se casó con su segunda esposa, la ganadora de Miss Mundo 1990, Gina Tolleson, el 13 de agosto de 1994, y tuvo un hijo, William Carter, antes de su divorcio el 29 de septiembre de 1999. En 1999, empezó una relación con Tanya Callau en Miami, casándose en 2005.

## Fallecimiento
Murió de un ataque al corazón a los 69 años de edad. Su muerte fue comunicada primero por TMZ, y confirmada por un publicista de ABC News. Según los informes Thicke estaba jugando al hockey con su hijo de 19 años de edad cuando sufrió el ataque al corazón.
Además, Tyler Henry en el programa Hollywood Medium en la entrevista mencionó que tuviera cuidados con respecto a la presión arterial y el corazón, 4 meses después de la entrevista, el actor falleció.

## Filmografía

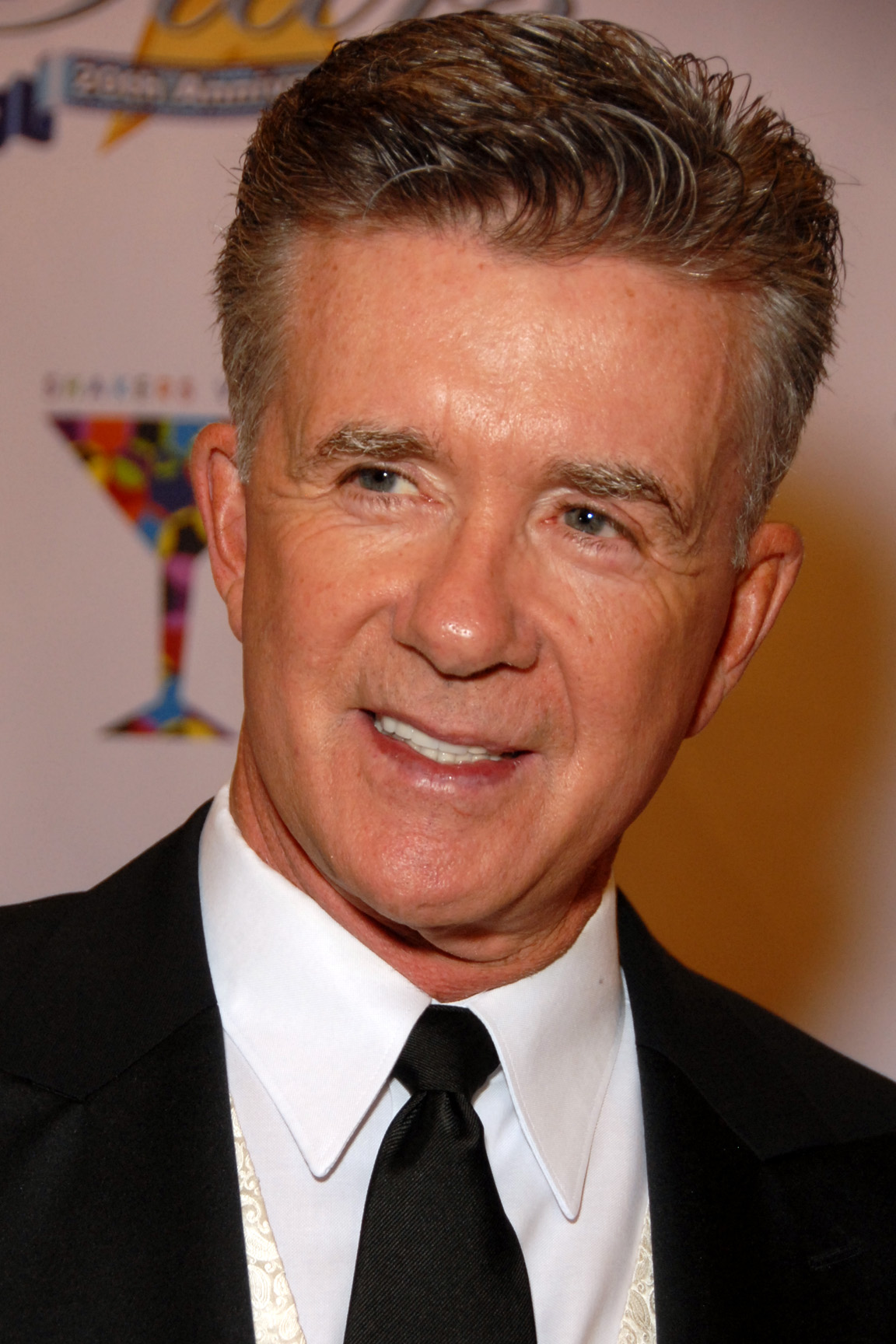
El actor en 2010.

### Películas
| Año  | Título                                  | Rol                                        |
| ---- | --------------------------------------- | ------------------------------------------ |
| 1971 | The Point!                              | Narrator/Father (voz; tercera transmisión) |
| 1983 | Copper Mountain                         | Jackson Reach                              |
| 1984 | Calendar Girl Murders                   | Alan Conti                                 |
| 1991 | And You Thought Your Parents Were Weird | Matthew Carson/Newman (voz)                |
| 1993 | Betrayal of the Dove                    | Jack West                                  |
| 1993 | Stepmonster                             | George Dougherty                           |
| 1995 | Open Season                             | Xanex                                      |
| 1996 | Demolition High                         | Slater                                     |
| 1998 | Anarchy TV                              | Reverend Wright                            |
| 2000 | Bear with Me                            |                                            |
| 2001 | Xin shi zi jie tou                      | Steve                                      |
| 2003 | Hollywood North                         | Peter Casey                                |
| 2003 | Carolina                                | Chuck McBride                              |
| 2004 | Raising Helen                           | Hockey Cantor                              |
| 2004 | Childstar                               | J.R.                                       |
| 2006 | The Surfer King                         | Pipeman                                    |
| 2006 | Alpha Dog                               | Douglas Holden                             |
| 2009 | The Goods: Live Hard, Sell Hard         | Stu Harding                                |
| 2009 | RoboDoc                                 | Dr. Roskin                                 |
| 2010 | Making a Scene                          | El Productor                               |
| 2017 | The Clapper                             | Él mismo                                   |

### Series de televisión
| Año     | Título                                   | Rol                                                 | Notas                                           |
| ------- | ---------------------------------------- | --------------------------------------------------- | ----------------------------------------------- |
| 1969    | It's Our Stuff                           | Regular                                             |                                                 |
| 1974    | Jack: A Flash Fantasy                    | Jack of Diamonds                                    |                                                 |
| 1978    | America 2-Night                          | Doug                                                | Episodio: "I Am Democracy"                      |
| 1980–82 | The Alan Thicke Show                     | Himself/Host                                        | También escritor y productor                    |
| 1983–84 | Thicke of the Night                      | Himself/Host                                        | También escritor y productor ejecutivo          |
| 1984    | Masquerade                               |                                                     | Episodio: "Sleeper"                             |
| 1984/87 | The Love Boat                            | Alan Price/Robert McBride/Senador Bob Townsend      | 3 episodios                                     |
| 1985    | Scene of the Crime                       | Craig Spears                                        | Episodio: "A Vote for Murder"                   |
| 1985–92 | Growing Pains                            | Jason Seaver                                        |                                                 |
| 1990    | The Hitchhiker                           | Mickey Black                                        | Episodio: "Tough Guys Don't Whine"              |
| 1992    | Travelquest                              | Host                                                |                                                 |
| 1993    | Murder, She Wrote                        | Harrison M. Kane                                    | Episodio: "The Phantom Killer"                  |
| 1994    | Burke's Law                              |                                                     | Episodio: "Who Killed the Beauty Queen?"        |
| 1995    | Minor Adjustments                        | Roger                                               | Episode: "The Ex-Files"                         |
| 1995–96 | Hope & Gloria                            | Dennis Dupree                                       |                                                 |
| 1996/97 | Married... with Children                 | Bruce/Henry                                         | 3 episodios                                     |
| 1997    | The Outer Limits                         | Donald Rivers                                       | Episodios: "A Special Edition"                  |
| 1999    | Arliss                                   | Doctor                                              | Episodio: "Rules of the Game"                   |
| 2000    | Beggars and Choosers                     |                                                     | Episodio: "The Woodhouse Conundrum"             |
| 2000–02 | Son of the Beach                         | Capitán 'Buck' Enteneille / Capitán Buck Enteneille | 3 episodios                                     |
| 2001    | 7th Heaven                               | Ed Palmer                                           | Episodio: "Parents"                             |
| 2003    | EGG, the Arts Show                       | Alan Scott                                          | Episodio: "Broadway Workshop"                   |
| 2004    | My Wife and Kids                         | Magician                                            | Episodio: "Fantasy Camp: Part 2"                |
| 2005    | Yes, Dear                                | Joel                                                | Episodio: "The New Neighbors"                   |
| 2005    | Half & Half                              | Gavin Storm                                         | Episodio: "The Big Mothers for Others Episode"  |
| 2005    | Joey                                     | Himself                                             | Episodio: "Joey and the Poker"                  |
| 2006–09 | The Bold and the Beautiful               | Rich Ginger                                         | 7 episodios                                     |
| 2007    | Ned's Declassified School Survival Guide | Hal E. Burton                                       | Episodio: "Spring Fever & the School Newspaper" |
| 2008    | About a Girl                             | Padre del amigo                                     | Episodio: "About a Homecoming"                  |
| 2008    | JPod                                     | Jim Jarlewski                                       | 13 episodios                                    |
| 2008/13 | How I Met Your Mother                    | Himself                                             | 4 episodios                                     |
| 2010    | Canada's Worst Handyman 5                | Himself                                             |                                                 |
| 2010    | Tosh.0                                   | Himself                                             | Episodio: "Crystal Light Dancers (Reunion)"     |
| 2010    | I'm in the Band                          | Simon Craig                                         | 5 episodios                                     |
| 2011    | This Hour Has 22 Minutes                 | Himself                                             |                                                 |
| 2012    | The L.A. Complex                         | Donald Gallagher                                    | 4 episodios                                     |
| 2013    | Celebrity Wife Swap                      | Himself                                             | Temporada 2, episodio 3                         |
| 2014    | Unusually Thicke                         | Himself                                             | Reality show; 14 episodios                      |
| 2014    | American Dad!                            | Himself                                             | Episodio: "Permanent Record Wrecker"            |
| 2015    | Scream Queens                            | Tad Radwell                                         | Episodio: "Thanksgiving"                        |
| 2016    | Fuller House                             | Mike (Mike, Here!)                                  | Episodio: "Mom Interference"                    |

||2016
|This is us
| Él mismo
| Episodio: Piloto
|}

### Películas de televisión
| Año  | Título                                     | Rol                           |
| ---- | ------------------------------------------ | ----------------------------- |
| 1986 | Perry Mason: The Case of the Shooting Star | Steve Carr                    |
| 1987 | Hitting Home                               | Conrad Vaughan                |
| 1987 | Not Quite Human                            | Dr. Jonas Carson              |
| 1988 | 14 Going on 30                             | El verdadero Forndexter       |
| 1988 | Dance 'til Dawn                            | Jack Lefcourt                 |
| 1989 | Not Quite Human II                         | Dr. Jonas Carson              |
| 1990 | Jury Duty: The Comedy                      | Phil Beckman                  |
| 1992 | The Trial of Red Riding Hood               | The Wolf                      |
| 1992 | Still Not Quite Human                      | Dr. Jonas Carson              |
| 1993 | Rubdown                                    | Raymond Holliman              |
| 1994 | Lamb Chop and the Haunted Studio           | Alan                          |
| 1995 | Lamb Chop's Special Chanukah               | Alan                          |
| 1996 | Windsor Protocol                           | Senador Joplin Hardy          |
| 1996 | Shari's Passover Surprise                  | Alan                          |
| 1996 | The Secret She Carried                     | Reed Epperson (sin acreditar) |
| 1997 | Shadow of the Bear                         | William Andrich               |
| 1997 | Any Place But Home                         | August Danforth               |
| 1998 | Thunder Point                              | Joplin Hardy                  |
| 1998 | Casper Meets Wendy                         | Baseball Announcer            |
| 1999 | Two of Hearts                              | Hank Powers                   |
| 2000 | Ice Angel                                  | Coach Parker                  |
| 2000 | The Growing Pains Movie                    | Jason Seaver                  |
| 2004 | Growing Pains: Return of the Seavers       | Jason Seaver                  |
| 2008 | Mother Goose Parade                        |                               |
| 2013 | Camp Sunshine                              | Ken Handcourt                 |
| 2013 | Bad Management                             | Tobias Sr.                    |
| 2013 | Let It Snow                                | Ted Beck                      |

### Publicidad
En la década de 1990, Thicke fue el portavoz de la división canadiense de Woolco, gran almacén hasta su desaparición en 1994.
En 1991 Thicke apareció en un comercial de televisión para ropa interior 'Fruit of the Loom'. En 1997 apareció en un infomercial de televisión para el sistema de blanqueamiento dental 'Bright Smile'. Apareció en 2007 en un anuncio de televisión para la 'Tahiti Village' en Las Vegas, resort de tiempo compartido que salió del negocio en 2009.
En 2009 Thicke comenzó a aparecer en anuncios de TV endosando a CCS Medical, un distribuidor de suministros de diabetes de entrega a domicilio.

## Libros
- Thicke, Alan (Mayo de 1999). How Men Have Babies: The Pregnant Father's Survival Guide. Contemporary Books. ISBN 978-0-8092-2806-5.
- Thicke, Alan (27 de abril de 2006). How To Raise Kids Who Won't Hate You. iUniverse Star. ISBN 978-0-595-84288-9.

## Premios
- 1977: Nominado – Premios Primetime Emmy al mejor guion de comedia-variedades o música especial para el especial de Barry Manilow
- 1978: Nominado – Premios Primetime Emmy a la mejor serie de comedia por America 2-Night
- 1988: Nominado – Premios Globo de Oro al mejor actor en serie de televisión por Growing Pains
- 1994: Nominado – Premios Gemini a mejor interpretación en un programa de variedades o serie por The Trial of Red Riding Hood
- 1995: Nominado – Premios Daytime Emmy al artista destacado en especial para niños para The Trial of Red Riding Hood
- 1998: Nominado – Premios Daytime Emmy al mejor programa de concurso/participación de audiencia para Pictionary (co-producto ejecutivo)
- 2013: Incluido en Canada's Walk of Fame (Paseo de la Fama de Canadá)